# Anisosciadium
Anisosciadium – rodzaj roślin należący do rodziny selerowatych Apiaceae. Obejmuje trzy gatunki. Występują one w Azji południowo-zachodniej.

## Systematyka
Pozycja systematyczna
Rodzaj w obrębie rodziny selerowatych (baldaszkowatych) Apiaceae klasyfikowany jest do podrodziny Apioideae, plemienia Echinophoreae.
Wykaz gatunków (nazwy zaakceptowane według The Plant List)
- Anisosciadium isosciadium Bornm.
- Anisosciadium lanatum Boiss.
- Anisosciadium orientale DC.